# Никола Димитров (офицер)
Вижте пояснителната страница за други личности с името Никола Димитров.
Никола Паскалев Димитров е български партизанин и офицер от Българската народна армия, генерал-майор. Завършил математика в СУ. Завършил генерал щабна академия в Москва.

## Биография
Роден е на 27 ноември 1919 г. в Петрич, тогава в Царство България. Има незавършено висше образование. Член е на Българската работническа партия (т.с.) от 1939 г.
През 1944 година е политкомисар на Петричкия партизански отряд „Антон Попов“ Към 1947 г. е заместник-командир по политическата част на двадесет и пети пехотен драгомански полк. Изкарва 10-месечен курс „Вистрел“. Към 1969 г. е началник-щаб на обединение.Завършил математика в СУ. Завършил генералщабна академия в Москва.